# Forsteronia spicata
Forsteronia spicata är en oleanderväxtart som först beskrevs av Nikolaus Joseph von Jacquin, och fick sitt nu gällande namn av G. F. W. Mey.. Forsteronia spicata ingår i släktet Forsteronia och familjen oleanderväxter. Inga underarter finns listade i Catalogue of Life.